# Гомогенный ядерный реактор
Гомоге́нный я́дерный реа́ктор — ядерный реактор, активная зона которого представляет собой гомогенную смесь ядерного горючего с замедлителем. 
Основное отличие гомогенного реактора от гетерогенного — отсутствие тепловыделяющих элементов; ядерное горючее находится в активной зоне реактора в виде гомогенной смеси, к которым относятся растворы солей урана, суспензии окислов урана в лёгкой и тяжёлой воде, твёрдый замедлитель, пропитанный ураном, расплавленные соли. Известны варианты гомогенных реакторов с газообразным горючим (газообразные соединения урана) или взвесью урановой пыли в газе.
Тепло, выделяемое в активной зоне, отводится теплоносителем (водой, газом и т. д.), движущимся по трубам через активную зону, либо смесь горючего с замедлителем сама служит теплоносителем, циркулирующим через теплообменники.
Гомогенные реакторы не нашли широкого применения вследствие высокой коррозии конструкционных материалов в жидком топливе, сложности конструкции реакторов на твёрдых гомогенных смесях, больших загрузок слабообогащённого уранового топлива и других причин.